# Тухолски окръг
Тухолски окръг (на полски: Powiat tucholski) е окръг в Северна Полша, Куявско-Поморско войводство. Заема площ от 1075,46 км2. Административен център е град Тухоля.

## География
Окръгът обхваща територии от историческите области Гданска Померания и Крайна (Западна Померания). Разположен е в северозападната част на войводството.

## Население
Населението на окръга възлиза на 48 187 души (2012 г.). Гъстотата е 45 души/км2.

## Административно деление
Административно окръгът е разделен на 6 общини.
Градско-селска община:
- Община Тухоля

Селски общини:
- Община Гостицин
- Община Кенсово
- Община Любево
- Община Цекцин
- Община Шливице

## Фотогалерия
- Тухоля
- Гостицин
- Кенсово
- Любево
- Цекцин
- Шливице